# Bupa
Bupa (British United Provident Association) ist ein weltweit tätiges britisches Gesundheitsunternehmen.
Ursprünglich eine reine Krankenversicherung, ist Bupa heute auch in der Kindertagespflege und dem Arbeitsschutz tätig. Außerdem betreibt das Unternehmen über 300 Alten- und Pflegeheime in Großbritannien. Bupa wurde 1947 gegründet und hat seinen Hauptsitz in London.

## Unternehmensdaten
Rechtsform des Unternehmens ist die Company limited by guarantee, es gibt keine Gesellschafter, alle Erträge werden reinvestiert. Bupa erzielte 2017 einen Umsatz von 12,2 Milliarden GBP und einen Nettoerlös von 805 Millionen GBP. Beschäftigt werden rund 78.000 Mitarbeiter. CEO von Bupa ist seit Dezember 2011 Stuart Fletcher.